# Józef Obrębski (etnograf)

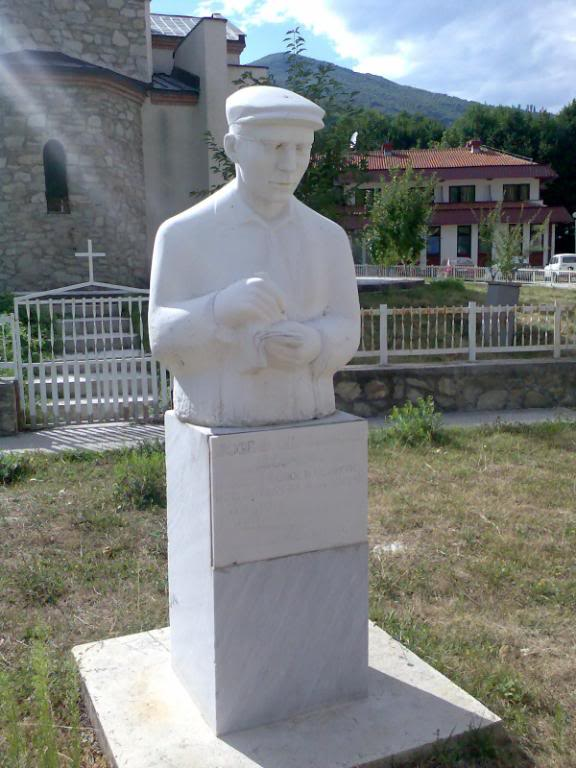
Pomnik Józefa Obrębskiego w macedońskim mieście Samokow

Józef Obrębski (ur. 18 lutego 1905 w Tepliku, zm. 28 grudnia 1967 w Holis – stan Nowy Jork) – etnolog, slawista oraz socjolog. W latach 1926–1930 studiował etnografię i filologię słowiańską w Krakowie u Kazimierza Moszyńskiego i Kazimierza Nitscha. W latach 1931–1933 realizował w London School of Economics u Bronisława Malinowskiego studia doktoranckie, w ramach których (1932–1933) prowadził etnosocjologiczne badania terenowe w Macedonii. Za ważne źródło inspiracji uważał socjologię humanistyczną Floriana Znanieckiego. Po powrocie do kraju podjął w latach 1934–1937 badania na zachodnim Polesiu. W latach 1938–1939 wykładał na Wolnej Wszechnicy Polskiej w Łodzi, od 1945 na Uniwersytecie Łódzkim. W 1945 uzyskał habilitację.

## Życiorys
Jego rodzicami byli; Antoni Obrębski – administrator majątków hr. Potockiego oraz Maria z Hołajskich – nauczycielka. Miał dwie starsze siostry. Antonina Obrębska-Jabłońska (1901–1994) była slawistką, twórczynią polskiej białorutenistyki. Jej mąż, Witold Jabłoński, sinologiem. Natomiast druga siostra, Maria Obrębska-Stieber (1904–1995) była malarką, graficzką i pedagogiem na uczelniach artystycznych, żona językoznawcy oraz slawisty Zdzisława Stiebera. Rodzina Obrębskich mieszkała w majątkach Potockich na Podolu i Białorusi. Jednakże z chwilą śmierci męża, matka Józefa musiała sama utrzymać rodzinę, pracując jako nauczycielka i urzędniczka. Józef wraz z siostrami i matką zamieszkali u swojego wuja w powiecie berdyczowskim. Następnie przenieśli się do Kijowa, a około roku 1911 do Warszawy.

## Kariera naukowa
Naukę rozpoczął w Warszawie, w gimnazjum im. E. Konopczyńskiego (od 1919 r. im. Adama Mickiewicza). Zajmował się tam m.in. redagowaniem pisma „Swastyka”. Następnie swoją edukację po VII klasie kontynuował w Krakowie, w IV Państwowym Gimnazjum im. H. Sienkiewicza. Po rocznej przerwie spowodowanej chorobą płuc, zdał tam maturę jako eksternista. Kolejnym krokiem było studia na uczelni wyższej. Obrębski uczęszczał na Wydział Prawa Uniwersytetu Warszawskiego. Skończył tam dwa trymestry, uczestnicząc m.in. w wykładach z socjologii u Leona Petrażyckiego. W październiku 1925 roku, zapisał się na Wydział Filozoficzny Uniwersytetu Jagiellońskiego w Krakowie, gdzie uczył się na Studium Słowiańskim, etnografii i filozofii słowiańskiej. W trakcie studiów został doceniony przez swojego profesora Kazimierza Moszyńskiego, który zatrudnił go jako zastępcę asystenta, a później jako swojego asystenta. Jego studia obejmowały etnografię Słowian, filologię słowiańską i dialektologię, językoznawstwo ogólne, gramatykę polską i język ukraiński, a także język rosyjski, archeologię, literaturę polską, zagadnienia historii sztuki i filozofii. Pierwsze badania prowadził już w czasie swojej nauki na Uniwersytecie; uczestnicząc w ekspedycjach samochodowych „Orbisu” Ludomira Sawickiego, kierownika Instytutu Geograficznego Uniwersytetu Jagiellońskiego, przeprowadził badania na terenie Bułgarii (wraz z Kazimierzem Moszyńskim i Christem Wakarelskim). Wyjechał również do Macedonii, gdzie prowadził badania dot. archaicznej kultury materialnej; rolnictwa i łowiectwa. Materiały zgromadzone podczas tego wyjazdu były podstawą jego przyszłej pracy magisterskiej Rolnictwo ludowe wschodniej części Półwyspu Bałkańskiego, która została zarazem opublikowana w czasopiśmie Lud Słowiański (1929, 1930, 1931), organie Studium Słowiańskiego Uniwersytetu Jagiellońskiego, redagowanym m.in. przy jego współudziale. Studia doktoranckie podjął u Bronisława Malinowskiego, w London School of Economics and Political Science. Specjalizował się w metodach pracy terenowej i w teorii antropologii społecznej. Józef Obrębski należał go grona najbliższych uczniów Bronisława Malinowskiego. Dlatego też, podczas urlopu naukowego profesora Malinowskiego, miał możliwość przygotowywania dokumentacji terenowej, a przede wszystkim kiriwiński materiał lingwistyczny, do książki Coral garden and their magic. Ta praca pozwoliła mu na intensywną, praktyczną naukę zarówno metody funkcjonalnej, jak i językoznawstwa Bronisława Malinowskiego. W swoich późniejszych badaniach opierał się zarówno na nauce wyniesionej od Kazimierza Moszyńskiego, jak i profesora Malinowskiego. W okresie od maja 1932 r. do marca 1933 roku przeprowadzał badania terenowe w Macedonii, wśród górali Porecza. Przez większość tego czasu przebywał we wsi Wołcze, w której dokumentował strukturę społeczności wiejskiej i rodziny, życie religijne, obrzędowość, lecznictwo ludowe i rytuały magiczne. Jego materiał z tych badań pozostał w większości w formie rękopisów i maszynopisów. W kolejnych latach przygotował do druku monografię magii na Poreczu, która ukazywała funkcjonowanie praktyk magicznych w odniesieniu do całego systemu społeczno-gospodarczego, rodzinnego, wierzeń, i obrzędów górali macedońskich. Niestety jednak, maszynopis książki uległ zniszczeniu w czasie powstania warszawskiego, a z tego materiału ukazały się tylko trzy artykuły (w tym jeden pośmiertnie – Ritural and social structure in a Macedonian village, ed. by Barbara Kerewsky i Joel M. Halpern, Departament Antropologii, 1977), obrazujące wyniki owych badań na Poreczu. Po tym czasie, Józef Obrębski uzyskał tytuł doktora filozofii w zakresie antropologii społecznej.

## Okres działalności naukowej
Józef Obrębski prężnie działał jako badacz; członek wielu stowarzyszeń, organizator badań, czy wykładowca w drugiej połowie lat 30.
- Od marca 1936 r. członek Instytutu Badań Spraw Narodowościowych; prowadził wykłady w Seminarium Narodowościowym instytutu.
- Od 1936 r. wykładowca socjologii w Instytucie Pedagogicznym Związku Nauczycielstwa Polskiego oraz w szkole wyższej Wolnej Wszechnicy Polskiej w Warszawie i Łodzi.
- Listopad 1936 r. wicedyrektor nowo utworzonego Państwowego Instytutu Kultury Wsi; odpowiedzialny za badania terenowe. Organizacja badań nad emigracją wiejską, pamiętnikami chłopskimi i uniwersytetami ludowymi.
- Od 1937 r. członek Polskiego Instytutu Socjologicznego i redakcji Przeglądu Socjologicznego; od 1938 r. kierownik sekcji prac naukowych, redaktor naczelny wydawanej przez instytut serii „Biblioteka socjologiczna”.

Józef Obrębski był jednym z pierwszych popularyzatorów funkcjonalizmu Bronisława Malinowskiego w Polsce, zarówno w kontekście praktycznym (badania terenowe w Macedonii i na Polesiu), jak i teoretycznym (publikacje, referaty, wykłady). Dzięki temu, literatura Malinowskiego była bardziej dostępna dla polskiego czytelnika.

## Okres drugiej wojny światowej
Wojna i późniejsze przemiany polityczne w kraju zaburzyły perspektywy i plany naukowe Józefa Obrębskiego. Jego kariera naukowa załamała się, wiele zaczętych projektów nie doprowadził do końca. Nie zrealizował się też jako nauczyciel akademicki.
W okresie okupacji, Józef Obrębski mieszkał wraz z żoną Tamarą w Warszawie, przy ulicy Ursynowskiej 58, w miejscu, które było ośrodkiem intensywnej działalności konspiracyjnej. Najprawdopodobniej współpracował z Biurem Informacji i Propagandy Armii Krajowej, na co wskazują niektóre informacje zawarte w archiwach, zachowanych w USA. Obrębski redagował m.in. comiesięczny przegląd i analizy prasy podziemnej dla rządu londyńskiego, konspiracyjne wydawnictwa oraz programy radiowe. Dom Obrębskiego był również schronieniem dla ukrywających się Żydów w czasie okupacji.
Co więcej, w domu tym toczyło się potajemne życie akademickie; odbywały się tam regularnie dwa podziemne seminaria. W latach 1941 –1944 Obrębski wykładał socjologię na cotygodniowych tajnych kompletach Sekcji Społeczno-Oświatowej Wydziału Pedagogicznego Wolnej Wszechnicy Polskiej. Prowadził także wykład i seminarium z etnologii na działającym w Warszawie poznańskim Uniwersytecie Ziem Zachodnich. W 1942 roku reaktywował się konspiracyjny Polski Instytut Socjologiczny; Obrębski wszedł w skład jego zarządu (wraz ze Stanisławem Ossowskim i Stanisławem Rychlińskim).
W momencie rozpoczęcia działalności Polskiego Instytutu Socjologicznego w 1945 roku w Lublinie, a wkrótce potem w Łodzi, Józef Obrębski rozpoczął pracę w jego zarządzie, oraz w komitecie redakcyjnym „Przeglądu Socjologicznego”. Został też członkiem Komisji Socjologicznej Polskiej Akademii Umiejętności i członkiem Zarządu Towarzystwa Ludoznawczego. W kwietniu 1945 roku wznowił pracę w Wolnej Wszechnicy Polskiej w Łodzi, która wkrótce przekształciła się w Uniwersytet Łódzki. Od września objął katedrę etnologii w nowo utworzonym Instytucie Socjologicznym Uniwersytetu Łódzkiego.
W roku 1946, Józef Obrębski wyjechał do Londynu wraz z żoną i synem Stefanem, na zaproszenie ze strony Sir Edwarda Evana Evans-Pritcharda, aby wygłosić cykl gościnnych wykładów The Changing Peasantry of Eastern Europe (Chłopstwo wschodnioeuropejskie w procesie przemian).
Jakiś czas później został zatrudniony przez London School of Economics and Political Science jako socjolog-terenowiec do badań na Jamajce. Pomagała mu w tym żona i miejscowi asystenci. Stamtąd pochodzi najbogatszy zbiór materiałów terenowych Józefa Obrębskiego. Na koniec swojego pobytu na Jamajce, otrzymał on propozycję kierowania katedrą socjologii na powstającej tam filii Uniwersytetu Londyńskiego. Odrzucił tę propozycję, kierowany chęcią pracy w Polsce. Ostatecznie przyjął propozycję pracy w Departamencie Powierniczym ONZ (Organizacja Narodów Zjednoczonych) w Nowym Jorku. Pracował tam przez dziesięć lat (1948–1958), gdzie był członkiem Sekretariatu ONZ, specjalistą w zakresie spraw społecznych w Trusteeship Departament, odpowiedzialnym za tzw. terytoria powiernicze – kraje wyzwalające się z zależności kolonialnej.
Jednakże, praca w ONZ nie satysfakcjonowała Józefa Obrębskiego. Po rezygnacji ze stanowiska powrócił do pracy akademickiej. W latach 1959–1962 pracował jako wykładowca socjologii i antropologii w Brooklyn College, Hofstra College i Queens College of the City University of New York. W roku 1962 związał się z C. W. Post College of Long Island University, gdzie do roku 1966 był zatrudniony jako Assistant Professor (odpowiednik adiunkta), a od 1966 – Associate Professor (odpowiednik docenta). Został pierwszym profesorem antropologii społecznej na tej uczelni, jednak jego pozycja była tu bez porównania niższa niż w Polsce.

## Koniec życia Józefa Obrębskiego
W roku 1957, Józef Obrębski kilkakrotnie otrzymywał propozycje pracy w Polsce; na Uniwersytecie Warszawskim. Nie zdecydował się jednak na powrót do kraju. Zmarł nagle 28 grudnia 1967 roku w Hollis. Niestety wiele jego prac pozostało nieukończonych.

## Publikacje

### Książki
- 1931 Indeks do „Lecznictwa ludu polskiego” Henryka Biegeleisena, Kraków.
- 2005 Dzisiejsi ludzie Polesia i inne eseje, red. Anna Engelking, Warszawa: IFiSPAN
- 2007 Studia etnosocjologiczne. Tom 1. Polesie, red. Anna Engelking, Oficyna Naukowa

### Wybrane artykuły
- Problem etniczny Polesia, „Sprawy Narodowościowe” 1936 t. 10, nr 1–2.
- Problem grup etnicznych w etnologii i jego socjologiczne ujęcie, „Przegląd Socjologiczny”, 1936 t. 4, z. 1–2, s. 177–195.